# Hans-Reiner Schmidt
Hans-Reiner Schmidt (* 11. Juni 1958 in Zella) ist ein deutscher Komponist und Musiker.

## Musikalische Vita
Hans-Reiner Schmidt studierte von 1978 bis 1983 an der Musikhochschule Frankfurt am Main und trat 1985 die Stelle als erster Posaunist im Rundfunkorchester des Hessischen Rundfunks an. Seit 1993 ist er Posaunist im hr-Sinfonieorchester Frankfurt/Main.
Er ist Mitbegründer der „Frankfurt Jazz-Big-Band“ und ist für verschiedene Formationen auch als Arrangeur und Komponist tätig. Für das Blechbläser-Ensemble „hr brass“, dessen Mitglied er selbst ist, verfasste er zahlreiche Arrangements. Schmidts Bearbeitungen von Mozart-Werken wurden auf der CD „Update“ eingespielt.
Schmidt arbeitet als Dozent auf Orchester-Workshops, er gibt Solo- und Kammerkonzerte mit Euphonium, Posaune und Basstrompete. Hans-Reiner Schmidt ist Preisträger des 1. Deutschen Bariton-Euphonium Wettbewerbs in Hammelburg 2001; seine erste Solo-CD heißt „Rhapsody for 2“.
Schmidt ist Dirigent und künstlerischer Leiter, der im Frühjahr 2008 gegründeten „Brass Band Hessen“ (BBH).